# Domenico Tojetti
Domenico Tojetti (Rocca di Papa, 1807 – San Francisco, 1892) è stato un pittore italiano naturalizzato statunitense.

## Biografia

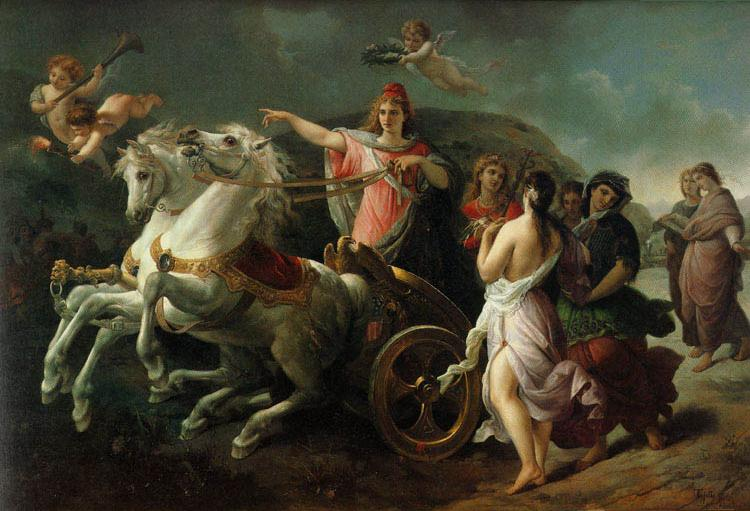
Progresso d'America, 1875, Oakland Museum of California, Oakland, CA

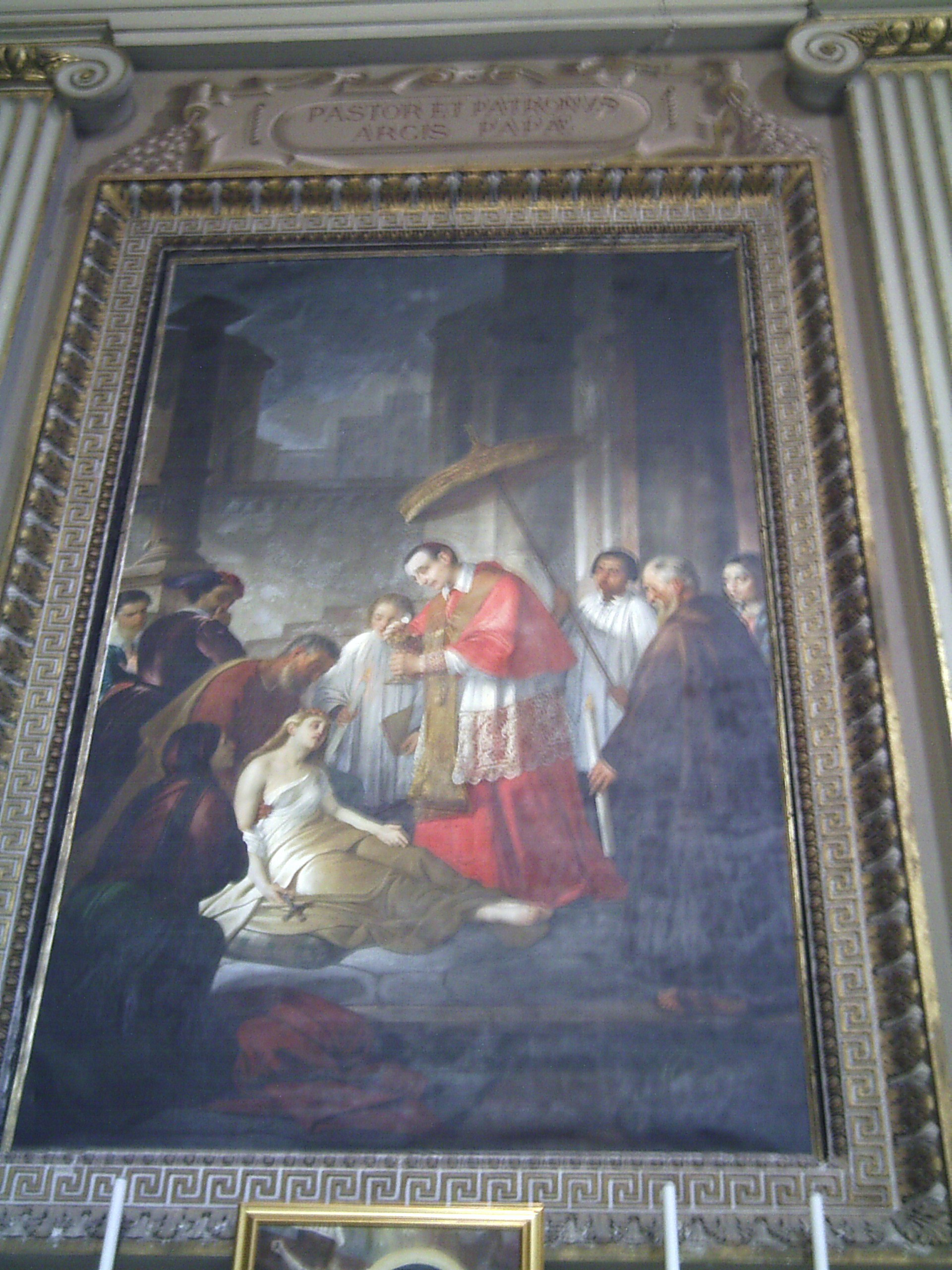
San Carlo Borromeo, presso la Parrocchiale di Santa Maria Assunta di Rocca di Papa

Domenico Tojetti è un pittore presente nella scena artistica romana e dei Castelli Romani nell'Ottocento, con opere sparse per chiese e musei del Lazio, a Pollenza nelle Marche e negli Stati Uniti d'America. Studiò a Roma all'Accademia di San Luca (1823-1827) ed esordì con ritratti alle mostre della Società degli Amatori e Cultori (1833, 1834). L'artista si inserì nei cantieri romani dei principi Torlonia, con affreschi nella sala da ballo di Villa Torlonia sotto la direzione del suo maestro Francesco Coghetti, dove dipinse Quattro storie di un Nume nei tondi adiacenti l'ovale centrale e altre quattro Storie di Amore negli esagoni attorno alle vele.
L'artista venne chiamato anche nella produzione di affreschi in chiese come quelle di San Paolo fuori le mura e di Sant'Agnese su via Nomentana. In questo periodo sviluppò amicizia con Costantino Brumidi che però fuggì in America nel 1852 e con Leonardo Massabò con cui condivideva l'appartamento affittato in Roma.
Nel 1867 Tojetti si trasferì con tutta la famiglia in Guatemala, poi in Messico ed infine in California, a San Francisco, dove produsse dipinti su tela ed affreschi in chiese ed in edifici pubblici e privati. Ebbe commissioni artistiche dal magnate della ferrovia John Hopkins e da Tiburcio Parrot. Due suoi figli seguirono la vocazione artistica della pittura, Eduardo e Virgilio, senza riuscire ad eguagliare il padre.

### Le Opere
- Salvatore (1835) - Parrocchia S.Gregorio Magno di Monte Porzio Catone (Roma)
- Madonna col Bambino e Santi Protettori di Velletri (1840) - presso Museo Diocesano di Velletri (Roma)
- San Carlo Borromeo - presso la Parrocchiale di Santa Maria Assunta di Rocca di Papa (Roma)
- Stendardo della Confraternita del Gonfalone di Frascati- presso la Cattedrale di Frascati (Roma)